# Sadove, Hoșcea
Sadove (în ucraineană Садове) este localitatea de reședință a comunei Sadove din raionul Hoșcea, regiunea Rivne, Ucraina.

## Demografie
Componența lingvistică a localității Sadove
     Ucraineană (99,82%)
Conform recensământului din 2001, majoritatea populației localității Sadove era vorbitoare de ucraineană (99,82%), existând în minoritate și vorbitori de alte limbi.